# 安全地帯XI ☆Starts☆「またね…。」
『安全地帯XI ☆Starts☆「またね…。」』（あんぜんちたいイレブン スターツ またね…。）は、日本のロックバンドである安全地帯の11枚目のオリジナル・アルバム。
2010年5月26日にユニバーサルミュージックジャパンからリリースされた。オリジナル・アルバムとしては『安全地帯X〜雨のち晴れ〜』（2003年）以来7年振りとなり、玉置のソロアルバムを含めると『惑星』（2007年）以来約3年振りとなる作品である。作詞、作曲は全曲ともに玉置浩二が担当し、プロデューサーは安全地帯および末崎正展。前々作にあたる『安全地帯IX』（2002年）までの作詞は主に松井五郎が行っていたが、本作は玉置自身が全て作詞を担っている。
レコーディングは伊豆にあるキティ伊豆スタジオを中心に行われた。「官能的なラヴ・ソング」というコンセプトを基本として、かつての安全地帯のイメージを彷彿させる曲から激しいロックナンバーまで多彩なジャンルの曲が収録されている。先行シングルとしてリリースされた「蒼いバラ」と、テレビ朝日系テレビドラマ『おみやさん』（2002年 - 2016年）の第7シリーズ主題歌として使用された「オレンジ」が収録。
本作はオリコンアルバムチャートにおいて最高位第3位を記録、安全地帯のアルバムのトップ3入りは7枚目のアルバム『安全地帯VII〜夢の都』（1990年）以来約20年ぶり、トップ10入りは2作目のベスト・アルバム『安全地帯ベスト2 〜ひとりぼっちのエール〜』（1993年）以来約17年ぶりとなった。

## 背景
安全地帯はアルバム『安全地帯VIII〜太陽』（1991年）リリース後、デビュー10周年を記念してコンサートツアー「10th Anniversary Acoustic Special Night」を1992年に敢行するも玉置とメンバーの志向の違いから溝が生まれ、シングル「ひとりぼっちのエール」（1993年）をリリース後、1994年に武沢豊が脱退を表明しバンドは活動休止する事となった。
その後玉置のソロアルバム『ニセモノ』（2000年）を受けたコンサートツアーに武沢が参加する事となり、アルバム『スペード』（2001年）を受けたコンサートツアー終了後、安全地帯は復活に向けた準備を進める事となった。そして2002年7月9日には乃木坂にあるソニー・スタジオにてメンバー全員が揃った形で安全地帯復活の記者会見が行われ、7月10日にシングル「出逢い」、8月7日にアルバム『安全地帯IX』をリリースして復活を遂げる事となった。しかしこの復活によって「自分の中でなにかが終わった」と感じた玉置は、一方的に安全地帯の活動休止宣言を行う事となった。
再びソロ活動を始めた玉置であったが、アルバム『惑星』（2007年）のリリースと前後して、1985年に不倫関係にあるとして報道された女優の石原真理子が著書『ふぞろいな秘密』（2006年）を出版し、自ら監督を務める形で映画化もされた。同書には玉置との関係を記述した箇所もあり、マスコミや石原自身も玉置へのコメントを求めたが玉置の所属事務所はコメントを差し控える処置を取る事となった。その後玉置は『惑星』を受けてのコンサートツアー終了後に当時妻であり事務所の代表であった安藤さと子との離婚を発表。さらに、2008年に入り急性膵炎による体調不良のために全ての音楽活動を停止する事となった。
2009年に入り、石原が体調不良に陥っていた玉置を励ます電話を入れた事を切っ掛けとして、2月14日に石原と再会した玉置はその場で意気投合し、わずか11日後の2月25日に婚姻届を提出する事となった。しかし石原は2003年にアメリカ合衆国にて白人男性との婚姻歴があり、離婚が成立していなかったために玉置と石原の婚姻届は受理されず、3月末から新婚旅行に出かけた両者はギリシャにて結婚式を挙げるも8月末に帰国した頃には関係が破綻し、9月4日に両者の関係は破局したとの報道がなされた。またその最中で渡米していた玉置はうつ病とアルコール依存症による自堕落な生活を送っていたが、6月25日に同年齢であったマイケル・ジャクソンの死去を伝えるニュースを見た事により、「再び歌わなければならない」との思いを強くした。これまでにファンクラブも含めて全ての活動を休止していた玉置であったが、9月からスタジオでの合宿生活を開始する。
2010年に入り、1月8日放送のフジテレビ系情報番組『情報プレゼンター とくダネ!』（1999年 - ）にて安全地帯の活動再開を公式に宣言、3月3日には復活第1弾となるシングル「蒼いバラ/ワインレッドの心」をリリースした。また3月20日には東京国際フォーラムにて同番組と連動した企画『朝のヒットスタジオ』のイベントに参加。5月5日にはシングル「オレンジ/恋の予感」をリリースした。

## 録音、制作
本作のレコーディングは伊豆にあるキティ伊豆スタジオを中心に行われ、安全地帯のスタッフとしてキティレコードにてキャリアを積んだ末崎正展の発案により、「官能的なラヴ・ソング」というコンセプトで制作された。
これまでの安全地帯は作詞は松井五郎、編曲は星勝など外部の協力者と共にアルバム制作を行っていたが、本作においては作詞、作曲は全て玉置が行い、編曲は安全地帯メンバーのみで行う事を決定して制作に踏み切る事となった。安全地帯のアルバムにおいて玉置が作詞を行うのはこれが初となった。かつてソロアルバム『GRAND LOVE』（1998年）にて初めて全曲作詞を行った玉置は、ソロ作品では等身大の自分を表現する事が許される環境であったが、バンドでは事情が異なるために困難に直面する事となっていた。「蒼いバラ」の作詞を終えた玉置は「オレンジ」の作詞に悪戦苦闘する事となった。しかし、玉置は「＜オレンジ＞さえ書ければ、後は一気にいけるはずなんだよ」と述べた後、「オレンジ」の歌詞を書き終えた玉置はかなりの短期間で他の曲の歌詞を完成させたという。
ボーカルおよびコーラスとして、前年にデビューしたばかりの女性歌手であるHanahが参加しており、収録曲の「摩天楼」に女性ボーカルを入れたいと考えていた玉置がディレクターと共に様々な女性歌手の曲を聴き、PVを何度か視聴した際に「すごく気になっていた」というHanahの曲に遭遇し、玉置から直接オファーを出す形で参加する事となった。

## 音楽性と歌詞
玉置浩二の自伝本『玉置浩二 幸せになるために生まれてきたんだから』において著者の志田歩は、「蒼いバラ」に関して「安全地帯というバンドへの期待に真っ向から応えてくれる官能的なミディアム・バラード」と指摘し、緩急の起伏に富んだボーカルやドラムスやパーカッションが生み出す躍動感などが魅力であるとした他、終盤のリードギターによる応酬がイーグルスの「ホテル・カリフォルニア」（1977年）を彷彿させると指摘した。
また同書にて志田は、安全地帯のラブソングにて関して「平穏な日常を踏み外しかねないほどの危険なテンションに満ちたエロチシズムを、鉄壁のバンド・サウンドで放つ時、最大のパワーが発揮される」と指摘し、本作での玉置の歌唱は様々なスキャンダルを巻き起こした後であるが故に「ラヴ・ソングを歌うリアリティと説得力が増していた」と述べている。また、本作によって復活した安全地帯の音楽性に関しては「"平穏な日常を踏み外しかねないほどの危険なテンション"でリスナーに迫るもの」と表現した。

## リリース、プロモーション
本作リリースの告知は2010年5月13日にWeb媒体にて行われ、同時にセルフカバー・アルバム『安全地帯 Hits』のリリース告知も行われた。
リリース前の5月24日にはインターコンチネンタル香港にて玉置が単独で記者会見を行い、会場にはアジア圏の各メディア関係者100名の他に、アルバムを予約した香港のファンが20名参加する事となった。当日はサプライズゲストとして玉置のファンを公言している香港の歌手アラン・タムとハッケン・リーが登場した。
同年5月26日にユニバーサルミュージックジャパンよりコンパクトディスクにてリリースされた。初回限定盤として、シングル「蒼いバラ」、「オレンジ」のPVおよび特典映像を収録したDVDが付属した2枚組でリリースされた。
2017年11月22日にはデビュー35周年を記念して紙ジャケット、SHM-CDにて再リリースされた。2022年11月3日にはアナログレコードの普及を目的とした東洋化成によるイベント「レコードの日 2022」の開催に伴い、本作を含む安全地帯のアルバム5作品が初レコード化された。

## ツアー
本作を受けてのコンサートツアー「安全地帯 "完全復活"コンサートツアー 2010 ～Starts & Hits ～ 「またね…。」」は、同年5月15日の北上市文化交流センター さくらホール 大ホールから10月24日のシンガポール・インドア・スタジアムまで35都市全39公演に及んで開催された。
しかし、同ツアー9月7日のグランキューブ大阪公演において、玉置は1曲目から叫ぶように歌う事やステージ上で寝転がるなど奇行を繰り返し、メドレーでは他のメンバーにマイクを渡す事や女性客をステージ上に上げて抱擁しながら歌う場面もあった。さらに9月13日の福岡サンパレス公演では開始直後から呂律が回らず、不満を口にしたファンと口論となり、メンバーが途中退場する事態となったため、主催者側がステージ上で謝罪した後に公演は中止となり、さらにチケット代の全額払い戻しが決定された。
その後10月5日に開催された日本武道館公演では7000人を動員し、18年振りに同地での公演が実現した玉置は「感無量です」と述べ、9月の公演のようなトラブルなどもなくファンやスタッフに感謝の意を伝えた上で「ワインレッドの心」（1983年）や「熱視線」（1985年）、「悲しみにさよなら」（1985年）などの代表曲を含む全26曲を披露した。また「Friend」（1986年）演奏前のMCではかつてシングル「Truth/ほゝえみをあげよう」（2005年）にて曲提供し、同年6月30日に死去した韓国の歌手であるパク・ヨンハに哀悼の意を表明した。
10月5日、6日の2日間に亘って行われた日本武道館は、12月8日にライブアルバム『安全地帯 “完全復活” コンサートツアー2010 Special at 日本武道館 〜Start & Hits〜「またね…。」』、12月22日に同名のライブビデオとしてリリースされた。

## 批評
| 専門評論家によるレビュー | 専門評論家によるレビュー |
| レビュー・スコア         | レビュー・スコア         |
| 出典                     | 評価                     |
| ------------------------ | ------------------------ |
| CDジャーナル             | 肯定的                   |

音楽情報サイト『CDジャーナル』では、本作が6年振りにリリースされた作品である事に触れ、レゲエや甘いバラード・ナンバーなど多彩な曲群の中にも新鮮さを感じさせるとした上で、「さすがに粒ぞろいだ」と肯定的に評価した他、収録曲の「雨」を珠玉のバラードと称賛、その他、曲目に何度も「またね…。」が出てくる事に疑問を呈した。また、多彩なサウンドやエバーグリーンな歌が楽しめるとした上で、「聴く者の心を包み込むような温かなメッセージに満ちた作品」と称賛した。

## チャート成績
本作はオリコンアルバムチャートにおいて、6月7日付けのアルバムチャートにてくるりの『僕の住んでいた街』、徳永英明の『VOCALIST 4』に続いて週間ランキング第3位を記録した。登場週数は12回となり、売り上げ枚数は3.5万枚となった。本作の売り上げ枚数は1988年以降の安全地帯のアルバム売上ランキングにおいて第8位となった。
安全地帯の作品がシングルも含めてトップ3に入ったのはアルバム『安全地帯VII〜夢の都』（1990年）が第2位を記録して以来、約20年振りとなった。また全アルバムを含めてトップ10入りはベストアルバム『安全地帯ベスト2 〜ひとりぼっちのエール〜』（1993年）が第10位を記録して以来、16年9ヶ月振りとなった。2022年に実施されたねとらぼ調査隊による安全地帯のアルバム人気ランキングでは第9位、2023年に実施された同ランキングでは第11位となった。

## 収録曲

### CD
- CDブックレットに記載されたクレジットを参照[44]。また5曲目はインストゥルメンタル、10曲目および14曲目はスキャットによる楽曲となっている。

| #         | タイトル                                | 作詞      | 作曲      | 編曲      | 時間  |
| --------- | --------------------------------------- | --------- | --------- | --------- | ----- |
| 1.        | 「「またね…。」」                       | 玉置浩二  | 玉置浩二  | 安全地帯  | 4:57  |
| 2.        | 「摩天楼」                              | 玉置浩二  | 玉置浩二  | 安全地帯  | 4:19  |
| 3.        | 「Cherry」                              | 玉置浩二  | 玉置浩二  | 安全地帯  | 4:05  |
| 4.        | 「オレンジ」                            | 玉置浩二  | 玉置浩二  | 安全地帯  | 4:38  |
| 5.        | 「★「またね…。」theme」                 |           | 玉置浩二  | 安全地帯  | 1:09  |
| 6.        | 「Power」                               | 玉置浩二  | 玉置浩二  | 安全地帯  | 4:17  |
| 7.        | 「キタカゼとタイヨウ」                  | 玉置浩二  | 玉置浩二  | 安全地帯  | 4:42  |
| 8.        | 「雨」                                  | 玉置浩二  | 玉置浩二  | 安全地帯  | 4:35  |
| 9.        | 「HUNTER」                              | 玉置浩二  | 玉置浩二  | 安全地帯  | 5:00  |
| 10.       | 「★「またね…。」voices」                |           | 玉置浩二  | 安全地帯  | 0:44  |
| 11.       | 「蒼いバラ」                            | 玉置浩二  | 玉置浩二  | 安全地帯  | 5:35  |
| 12.       | 「Bye Bye」                             | 玉置浩二  | 玉置浩二  | 安全地帯  | 4:57  |
| 13.       | 「ボードビリアン 〜 哀しみの道化師 〜」 | 玉置浩二  | 玉置浩二  | 安全地帯  | 5:39  |
| 14.       | 「★「またね…。」lalala」                |           | 玉置浩二  | 安全地帯  | 2:23  |
| 合計時間: | 合計時間:                               | 合計時間: | 合計時間: | 合計時間: | 57:00 |

### DVD
1. 「蒼いバラ」 (MUSIC CLIP)
2. 「オレンジ」 (MUSIC CLIP)
3. 「オレンジ」 (Anzenchitai Version  MUSIC CLIP)
4. 「メンバー秘蔵特典映像」

### LP
| #         | タイトル          | 作詞      | 作曲      | 編曲      | 時間  |
| --------- | ----------------- | --------- | --------- | --------- | ----- |
| 1.        | 「「またね…。」」 | 玉置浩二  | 玉置浩二  | 安全地帯  | 4:57  |
| 2.        | 「摩天楼」        | 玉置浩二  | 玉置浩二  | 安全地帯  | 4:18  |
| 3.        | 「Cherry」        | 玉置浩二  | 玉置浩二  | 安全地帯  | 4:05  |
| 4.        | 「オレンジ」      | 玉置浩二  | 玉置浩二  | 安全地帯  | 4:36  |
| 合計時間: | 合計時間:         | 合計時間: | 合計時間: | 合計時間: | 17:56 |

| #         | タイトル                | 作詞      | 作曲      | 編曲      | 時間  |
| --------- | ----------------------- | --------- | --------- | --------- | ----- |
| 1.        | 「★「またね…。」theme」 |           | 玉置浩二  | 安全地帯  | 1:09  |
| 2.        | 「Power」               | 玉置浩二  | 玉置浩二  | 安全地帯  | 4:17  |
| 3.        | 「キタカゼとタイヨウ」  | 玉置浩二  | 玉置浩二  | 安全地帯  | 4:43  |
| 4.        | 「雨」                  | 玉置浩二  | 玉置浩二  | 安全地帯  | 4:35  |
| 合計時間: | 合計時間:               | 合計時間: | 合計時間: | 合計時間: | 14:44 |

| #         | タイトル                 | 作詞      | 作曲      | 編曲      | 時間  |
| --------- | ------------------------ | --------- | --------- | --------- | ----- |
| 1.        | 「HUNTER」               | 玉置浩二  | 玉置浩二  | 安全地帯  | 5:00  |
| 2.        | 「★「またね…。」voices」 |           | 玉置浩二  | 安全地帯  | 0:44  |
| 3.        | 「蒼いバラ」             | 玉置浩二  | 玉置浩二  | 安全地帯  | 5:36  |
| 合計時間: | 合計時間:                | 合計時間: | 合計時間: | 合計時間: | 11:20 |

| #         | タイトル                                | 作詞      | 作曲      | 編曲      | 時間  |
| --------- | --------------------------------------- | --------- | --------- | --------- | ----- |
| 1.        | 「Bye Bye」                             | 玉置浩二  | 玉置浩二  | 安全地帯  | 4:58  |
| 2.        | 「ボードビリアン 〜 哀しみの道化師 〜」 | 玉置浩二  | 玉置浩二  | 安全地帯  | 5:38  |
| 3.        | 「★「またね…。」lalala」                |           | 玉置浩二  | 安全地帯  | 2:24  |
| 合計時間: | 合計時間:                               | 合計時間: | 合計時間: | 合計時間: | 13:00 |

## スタッフ・クレジット
- CDブックレットに記載されたクレジットを参照[45]。

### 安全地帯
- 玉置浩二 – ボーカル
- 矢萩渉 – ギター、サウンド・プログラミング
- 武沢侑昂 – ギター、サウンド・プログラミング、ストリングス・アレンジメント
- 六土開正 – ベース、ピアノ
- 田中裕二 – ドラムス

### 参加ミュージシャン
- toshi808 – サウンド・プログラミング
- Hanah – ボーカル（2曲目）、コーラス（3曲目）
- ANGELA – ボイス（2,3曲目）
- カルロス菅野 – パーカッション（4,11曲目）
- 山下昭和 – ブルースハープ（6曲目）
- 高橋洋子 – ヴァイオリン（4,13,14曲目）
- 坂田佳奈子 – ヴァイオリン（4,13曲目）
- 藤縄陽子 – ヴァイオリン（14曲目）
- 島岡智子 – ヴァイオリン（4,13,14曲目）
- 友納真緒 – チェロ（4,13,14曲目）
- 杉並児童合唱団 – コーラス（14曲目）
- 南青山ACサポーターズ – コーラス（14曲目）
- キタミん合唱団 – コーラス（14曲目）

### 録音スタッフ
- 安全地帯 – プロデューサー
- 末崎正展（USMジャパン） – プロデューサー、A&Rディレクター
- 高松明治 – ミキシング・エンジニア、レコーディング・エンジニア
- 山内克利（伊豆スタジオ） – レコーディング・エンジニア
- 藤野成喜（ユニバーサル・ミュージック） – マスタリング・エンジニア
- 諸鍜治辰也 – サウンド・メーキング・コーパレーター
- 中西康晴 – サウンド・メーキング・コーパレーター
- 黒澤登 – サウンド・メーキング・コーパレーター
- 松山晋 – サウンド・メーキング・コーパレーター
- 小野浩 – サウンド・メーキング・コーパレーター
- 吉野謙志 – サウンド・メーキング・コーパレーター
- 大久保隆一（スタジオZ'd） – サウンド・メーキング・コーパレーター
- 鈴木裕也（ランドマークスタジオ） – サウンド・メーキング・コーパレーター
- 篠宮正義（スタジオサウンドダリ） – サウンド・メーキング・コーパレーター
- 関谷典子（フェイス・ミュージック） – サウンド・メーキング・コーパレーター
- 山下昭和（アンチパワーズ） – アーティスト・マネージャー

### 美術スタッフ
- 西村恭平 (Balloon) – アート・ディレクター、デザイン
- 須藤秀之 – 写真撮影
- 堀井早苗 – スタイリスト
- 税田裕子 – スタイリスト・アシスタント
- 楊ガブリエル – スタイリスト・アシスタント
- 宮内直人 – ヘアー&メイク・アップ
- 山崎眞衣 – ヘアー&メイク・アップ
- 伊熊美砂 – ヘアー&メイク・アップ
- 梅田早希 (SUGAR) – ヘアー&メイク・アップ

### 制作スタッフ
- 松井寿成（クロックワイズ） – A&Rディレクター・アシスタント
- 橋本佳美（USMジャパン） – A&Rディレクター・アシスタント
- 高野泰博 – メディア・プロモーション
- 松岡祐子（USMジャパン） – メディア・プロモーション
- 石角隆行（六角堂） – メディア・プロモーション
- 田所真司 (emg) – メディア・プロモーション
- 印南幸枝 (emg) – メディア・プロモーション
- 尾島聡（USMジャパン） – ウェブ・プロモーション
- 渡部清隆（USMジャパン） – ウェブ・プロモーション
- 内田有香（USMジャパン） – ウェブ・プロモーション
- 山根裕子（USMジャパン） – A&Rデスク
- 大熊玲子（USMジャパン） – A&Rデスク
- 北村勝（USMジャパン） – セールス・プロモーション
- 宮崎耕（USMジャパン） – セールス・プロモーション
- 牟田哲朗 (ZETTA MUSIC) – アートワーク・コーディネーター
- 宮本仁美（ユニバーサルミュージック） – アートワーク・コーディネーター
- 飯島則充（プロマックス） – ツアー・プロモーション
- 高橋里美（プロマックス） – ツアー・プロモーション
- 関正春（アンチパワーズ） – スーパーバイザー
- 佐藤亜子（アンチパワーズ） – アーティスト・マネージャー・アシスタント
- 加藤久典（USMジャパン） – ゼネラルマネージャー
- 石井由里（USMジャパン） – エグゼクティブ・プロデューサー

## チャート
| チャート         | 最高順位 | 登場週数 | 売上数  | 出典  |
| ---------------- | -------- | -------- | ------- | ----- |
| 日本（オリコン） | 3位      | 12回     | 3.5万枚 | [ 2 ] |

## リリース日一覧
| No. | リリース日     | レーベル                 | 規格         | カタログ番号 | 備考                   | 出典          |
| --- | -------------- | ------------------------ | ------------ | ------------ | ---------------------- | ------------- |
| 1   | 2010年5月26日  | ユニバーサルミュージック | CD + DVD     | UICZ-9035    | 初回限定盤             | [ 46 ] [ 1 ]  |
| 2   | 2010年5月26日  | ユニバーサルミュージック | CD           | UICZ-4229    | 通常盤                 | [ 38 ] [ 47 ] |
| 3   | 2013年3月1日   | ユニバーサルミュージック | AAC-LC       | -            | デジタル・ダウンロード | [ 48 ]        |
| 4   | 2013年3月1日   | ユニバーサルミュージック | ロスレスFLAC | -            | デジタル・ダウンロード | [ 49 ]        |
| 5   | 2017年11月22日 | ユニバーサルミュージック | SHM-CD       | UPCY-9715    | 紙ジャケット仕様       | [ 39 ] [ 50 ] |
| 6   | 2022年11月3日  | ユニバーサルミュージック | LPレコード   | UPJY-9230    | 初LP化                 | [ 51 ]        |